# Bardonnex
Bardonnex – gmina (fr. commune; niem. Gemeinde) w Szwajcarii, w kantonie Genewa.  

## Demografia
W Bardonnex mieszka 2 396 osób. W 2020 roku 23,9% populacji gminy stanowiły osoby urodzone poza Szwajcarią.

## Transport
Przez teren gminy przebiegają autostrada A1 oraz droga główna nr 114.